# Заречье (Ветлевское сельское поселение)
Не путать другими посёлками Заречье в том же Мглинском районе Заречье (Симонтовское сельское поселение) и в том же поселении — Заречье (Ветлевское сельское поселение, бывшее Осколковское сельское поселение)
Заречье — посёлок в Мглинском районе Брянской области Российской Федерации. Входит (с 2005 г.) в Ветлевское сельское поселение.

## География
Расположено на реке Воронуса, возле селений Курчичи и Ясная Поляна (фактически слившись с ними), недалеко от центра поселения — деревни Ветлевка.
Улица одна — Заречная.

## История
До 2005 года Заречье входило в Ветлевский сельский совет. В результате проведения муниципальной реформы в 2005 году Ветлевский и Дивовский сельсоветы были объединены в Ветлевское сельское поселение, в состав которого и было включено Заречье.

## Население
| 2010 | 2013 |
| ---- | ---- |
| 50   | ↘46  |

## Инфраструктура
Личное подсобное хозяйство.

## Транспорт
Просёлочные дороги.